# تل قباد و مهر علی
تل قباد و مهر علی مربوط به دوران‌های تاریخی پس از اسلام است و در شهرستان کهگیلویه، بخش مرکزی، روستای سمغون واقع شده و این اثر در تاریخ ۲۴ فروردین ۱۳۸۲ با شمارهٔ ثبت ۸۳۴۳ به‌عنوان یکی از آثار ملی ایران به ثبت رسیده است.